# 布利斯-萊維特Mk 9型魚雷
布利斯-萊維特Mk 9型魚雷是由E.W.布利斯公司(E. W. Bliss Company)以及位於羅德島州紐波特的美國海軍魚雷站在1915年研發和生產的布利斯-萊維特魚雷。Mk 9型魚雷原本計劃用於戰艦上。但在Mk 9型魚雷公布前，被終止在戰艦上使用，並移至庫存。這些魚雷被改裝以部署在R級和S級潛艇上，亦在早期的二戰中出現，補充最初的Mk 14型魚雷的供應。1920年左右，在Mk 9型魚雷計劃完成後，E.W.布利斯公司終止了美國海軍的魚雷生產。